# Бронсон (филм)
Филм Бронсон, снимљен је 2008. године и спада у биографске филмове. Његов режисер је Николас Виндинг, у главној улози је Том Харди, а књигу на основу које је настао филм, написао је Брок Норман, на основу записа самог Чарлија Салвадора, познатијег као Чарли Бронсон. Филм траје 92 минута, а буџет филма је износио 230.000 долара.

## Чарли Бронсон
Чарлс Артур "Чарли" Салвадор (6. децембар 1952) је познати Енглески криминалац, рођен у Лутону, Енглеска. Сматра се једним од најопаснијих Енглеских затвореника. Због оружане пљачке, 1974. године, био је осуђен на 7 година затвора. Тамо је често изазивао туче са осталим затвореницима, па и са самим чуварима. Пошто је важио за проблематичног затвореника, касније је пребачен у специјални затвор, који није дозвољавао никакав контакт међу затвореницима. Његова казна од 7 година, продужена је на 14 година, због његовог лошег владања, а то је и разлог зашто га је његова прва жена Ирена, са којом има једног сина, напустила. Ослобођен је 30. октобра 1988. године, али провео је само 64 дана на слободи, након чега је поново био ухапшен.
Након пуштања на слободу, започео је бокс каријеру, и тада му је тренер предложио име Чарли Бронсон. Поново је враћен у затвор, због планирања пљачке. Док је био у затвору, 2001. године, оженио је Фатему Рехман, и због ње је прешао у ислам и узео име Чарли Али Ахмед. Развео се после 4. године брака и одбацио ислам. Док је био у затвору он је написао много књига о свом искуству у заточеништву, али и о другим затвореницима. Он је на крају завршио у психијатријској болници, где се и сада налази. Име је поново променио, 2014. године, у Чарлс Салвадор, из поштовања према омиљеном уметнику, Салвадору Далију.

## Радња филма
Филм обухвата Бронсонов живот у затвору, од пљачке поште, до његовог пребацивања у психијатријску болницу. На почетку филма је приказано да је он још као младић био проблематичан. У неким деловима филма, он води монолог, и приказују се сцене његовог непримерног владања, и сталног сукоба са чуварима у затвору. Поред живота који је Бронсон провео у заточеништу, појављују се и догађаји живота, које је провео на слободи.

## Глумци
| Глумац         | Улога                                |
| -------------- | ------------------------------------ |
| Том Харди      | Чарли Бронсон                        |
| Мет Кинг       | Паул Данијелс                        |
| Џејмс Ланс     | Фил Данијелсон                       |
| Аманда Бертон  | Бронсонова мајка                     |
| Кели Адамс     | Ирена Петерсон, Бронсонова прва жена |
| Јулиа Олдфилд  | Алисон, Бронсонова љубавница         |
| Џој Такер      | Џон Вајт                             |
| Џонатан Филипс | начелник затвора                     |
| Хју Рос        | ујка Џек                             |